# Топлотна проводљивост
Топлотна проводљивост је у физици скаларна величина, k, која описује способност супстанције да проводи топлоту. Што је топлотна проводљивост већа, то се већа количина топлоте може пренети кроз исти попречни пресек у истом времену.

## Дефиниција
Топлотна проводљивост је количина топлоте, Q, која се за време t спроведе кроз супстанцу на растојању L, у правцу нормалном на попречни пресек површине S, услед температурне разлике ΔT, у стационарним условима и када је пренос топлоте узрокован искључиво температурном разликом.
топлотна проводљивост = количина проведене топлоте × растојање / (површина × температурна разлика)
{\displaystyle k={\frac {Q}{t}}\times {\frac {L}{S\times \Delta T}}}
Топлотна проводљивост материјала зависи од његовог хемијског састава, грађе, агрегатног стања као и температуре. Количина топлоте која се пренесе у јединици времена је зависна од топлотне проводљивости и у диференцијалном облику се може представити
{\displaystyle {\frac {dQ}{dt}}=kS{\frac {dT}{dx}}}
где је:
- је градијент температуре
- површина кроз коју пролази топлота
- је константа топлотне проводљивости.

Јединица за топлотну проводљивост у СИ систему је - W/(m K) = −1 −1 (ват кроз метар-келвин).

### Једноставна дефиниција
Нека је чврсти материјал постављен између две средине различитих температура. Нека је {\displaystyle T_{1}} температура при {\displaystyle x=0} и {\displaystyle T_{2}} температура при {\displaystyle x=L}, и претпоставимо да је {\displaystyle T_{2}>T_{1}}. Могућа реализација овог сценарија је зграда у хладном зимском дану: чврсти материјал у овом случају би био зид зграде, који одваја хладно спољашње окружење од топлог унутрашњег окружења.
Према другом закону термодинамике, топлота ће тећи из топле средине у хладну јер се температурна разлика изједначава дифузијом. Ово се квантификује у смислу топлотног тока {\displaystyle q}, који даје брзину, по јединици површине, којом топлота тече у датом правцу (у овом случају минус x-смер). У многим материјалима, примећено је да је {\displaystyle q} директно пропорционално температурној разлици и обрнуто пропорционално растојању одвајања {\displaystyle L}:
{\displaystyle q=-k\cdot {\frac {T_{2}-T_{1}}{L}}.}
Константа пропорционалности {\displaystyle k} је топлотна проводљивост; то је физичко својство материјала. У садашњем сценарију, пошто је {\displaystyle T_{2}>T_{1}} топлота тече у минус x-смеру и {\displaystyle q} је негативно, што заузврат значи да је {\displaystyle k>0}. Генерално, {\displaystyle k} је увек дефинисано као позитивно. Иста дефиниција {\displaystyle k} такође се може проширити на гасове и течности, под условом да су други начини транспорта енергије, као што су конвекција и зрачење, елиминисани или узети у обзир.
Претходно извођење претпоставља да се {\displaystyle k} не мења значајно како температура варира од {\displaystyle T_{1}} до {\displaystyle T_{2}}. Случајеви у којима температурна варијација {\displaystyle k} није занемарљива морају се размотрити коришћењем општије дефиниције {\displaystyle k} о којој се говори у наставку.

### Општа дефиниција
Топлотна проводљивост се дефинише као транспорт енергије услед насумичног кретања молекула преко температурног градијента. Разликује се од транспорта енергије конвекцијом и молекуларним радом по томе што не укључује макроскопске токове или унутрашње напоне који обављају рад.
Проток енергије услед топлотне проводљивости класификован је као топлота и квантификован је вектором {\displaystyle \mathbf {q} (\mathbf {r} ,t)}, који даје топлотни ток на позицији {\displaystyle \mathbf {r} } и времену {\displaystyle t}. Према другом закону термодинамике, топлота тече од високе до ниске температуре. Стога је разумно претпоставити да је {\displaystyle \mathbf {q} (\mathbf {r} ,t)} пропорционално градијенту температурног поља {\displaystyle T(\mathbf {r} ,t)}, i.e.
{\displaystyle \mathbf {q} (\mathbf {r} ,t)=-k\nabla T(\mathbf {r} ,t),}
где је константа пропорционалности, {\displaystyle k>0}, топлотна проводљивост. Ово се зове Фуријеов закон проводљивости топлоте. Упркос свом имену, то није закон већ дефиниција топлотне проводљивости у смислу независних физичких величина {\displaystyle \mathbf {q} (\mathbf {r} ,t)} и {\displaystyle T(\mathbf {r} ,t)}. Као такав, његова корисност зависи од способности да се одреди {\displaystyle k} за дати материјал под датим условима. Сама константа {\displaystyle k} обично зависи од {\displaystyle T(\mathbf {r} ,t)} и тиме имплицитно од простора и времена. Експлицитна зависност од простора и времена такође може да се јави ако је материјал нехомоген или се мења током времена.
У неким чврстим телима, топлотна проводљивост је анизотропна, тј. топлотни ток није увек паралелан са температурним градијентом. Да би се објаснило такво понашање, мора се користити тензорски облик Фуријеовог закона:
{\displaystyle \mathbf {q} (\mathbf {r} ,t)=-{\boldsymbol {\kappa }}\cdot \nabla T(\mathbf {r} ,t)}
где је {\displaystyle {\boldsymbol {\kappa }}} симетричан тензор другог ранга који се назива тензор топлотне проводљивости.
Имплицитна претпоставка у горњем опису је присуство локалне термодинамичке равнотеже, која омогућава дефинисање температурног поља {\displaystyle T(\mathbf {r} ,t)}. Ова претпоставка би могла бити нарушена у системима који нису у стању да постигну локалну равнотежу, што се може догодити у присуству јаких неравнотежних трендова или дуготрајних интеракција.

### Остале количине
У инжењерској пракси, уобичајено је радити у смислу величина које су деривати топлотне проводљивости и имплицитно узимају у обзир карактеристике специфичне за дизајн као што су димензије компоненти.
На пример, топлотна проводљивост се дефинише као количина топлоте која пролази у јединици времена кроз плочу одређене површине и дебљине када се њене супротне стране разликује у температури за један келвин. За плочу топлотне проводљивости {\displaystyle k}, површине {\displaystyle A} и дебљине {\displaystyle L}, проводљивост је {\displaystyle kA/L}, мерена у W⋅K−1. Однос између топлотне проводљивости и проводности је аналоган односу између електричне проводљивости и електричне проводности.
Топлотни отпор је инверзан топлотној проводљивости. То је погодна мера за коришћење у вишекомпонентном дизајну пошто су топлотни отпори адитивни када се јављају у серији.
Такође постоји мера позната као коефицијент преноса топлоте: количина топлоте која прође у јединици времена кроз јединицу површине плоче одређене дебљине када се њене супротне стране разликују у температури за један келвин. У ASTM C168-15, ова величина независна од површине се назива „топлотна проводљивост“. Реципрочна вредност коефицијента преноса топлоте је топлотна изолација. Укратко, за плочу топлотне проводљивости {\displaystyle k}, површине {\displaystyle A} и дебљине {\displaystyle L}, важи да је
- топлотна проводљивост = {\displaystyle kA/L}, мерено у W⋅K−1.
  - топлотни отпор = {\displaystyle L/(kA)}, мерено у K⋅W−1.
- коефицијент преноса топлоте = {\displaystyle k/L}, мерено у W⋅K−1⋅m−2.
  - топлотна изолација = {\displaystyle L/k}, мерено у K⋅m2⋅W−1.

Коефицијент преноса топлоте је такође познат као топлотна пропустљивост у смислу да се материјал може посматрати као да пропушта топлоту да протиче.
Додатни израз, топлотна пропусност, квантификује топлотну проводљивост структуре заједно са преносом топлоте услед конвекције и зрачења. То се мери у истим јединицама као топлотна проводљивост и понекад је позната као композитна топлотна проводљивост. Такође се користи и термин U-вредност.
Коначно, топлотна дифузивност {\displaystyle \alpha } комбинује топлотну проводљивост са густином и специфичном топлотом:
{\displaystyle \alpha ={\frac {k}{\rho c_{p}}}}.
Као такав, она квантификује топлотну инерцију материјала, односно релативну потешкоћу у загревању материјала на дату температуру коришћењем извора топлоте примењених на граници.

## Видеман-Францов закон
На основу Видеман-Францовог закона (енгл. Wiedemann-Franz law), добри електрични проводници су и добри топлотни проводници. За метале специфична електрична проводљивост је упоредива са топлотном проводљивошћу:
{\displaystyle \sigma \sim k}
због тога што су слободни електрони који се налазе у великом броју у неким металима заслужни како за електрични, тако и за топлотни транспорт.

## Повезаност са топлотним капацитетом
На основу кинетичке теорије гасова, топлотна проводљивост је повезана са топлотним капацитетом преко законитости:
{\displaystyle k={\frac {1}{3}}C_{v}\lambda v},
где је {\displaystyle C_{v}}волуметријски топлотни капацитет (топлотни капацитет по јединици запремине), {\displaystyle \lambda } је средњи слободни пут носиоца топлоте, а {\displaystyle v}је њихова брзина.

### Електронски транспорт
У случајевима када су електрони носиоци топлотне енергије, топлотни капацитет је линеаран са температуром, а средњи слободни пут је приближно константан, тако да се добија да топлотна проводљивост линеарно расте са температуром:
{\displaystyle k\sim T}

### Фононски транспорт
Када су носиоци топлотне енергије фонони, топлотни капацитет расте кубно са температуром, а средњи слободни пут је приближно константан, тако да топлотна проводљивост расте са температуром по кубном закону:
{\displaystyle k\sim T^{3}}

## Списак топлотних проводљивости
Приближна вредност топлотне проводљивости неких материјала је дат у следећој табели:
| материјал           | Топлотна проводљивост W·m−1·K−1 |
| ------------------- | ------------------------------- |
| Дијамант            | 1000-2600                       |
| Сребро              | 406                             |
| Бакар               | 385                             |
| Злато               | 320                             |
| Алуминијум          | 205                             |
| Месинг              | 109                             |
| Платина             | 70                              |
| Челик               | 50.2                            |
| Олово               | 34.7                            |
| Жива                | 8.3                             |
| Кварц               | 8                               |
| Лед                 | 1.6                             |
| Стакло              | 0.8                             |
| Вода                | 0.6                             |
| Дрво                | 0.04-0.12                       |
| Вуна                | 0.05                            |
| Стиропор            | 0.038                           |
| Ваздух (300 , 100 ) | 0.026                           |
| Вакуум (свемир)     | 0                               |